# Don’t Phunk with My Heart
Don’t Phunk with My Heart (englisch für „Spiele nicht mit meinem Herzen“) ist ein Lied der US-amerikanischen Hip-Hop-Gruppe The Black Eyed Peas aus dem Jahr 2005. Es erschien als Teil ihres vierten Studioalbums Monkey Business.

## Hintergrund
Das Lied wurde von Black-Eyed-Peas-Mitglied William Adams (will.i.am) sowie den Koautoren Printz Board, der Band Full Force und George Pajon Jr. geschrieben beziehungsweise komponiert. will.i.am zeichnete darüber hinaus für die Produktion verantwortlich. Don’t Phunk with My Heart enthält mehrere Samples, so unter anderem von Ae naujawan hai sab kuchh yahan (Asha Bhosle) oder auch von I Wonder if I Take You Home (Lisa Lisa and Cult Jam feat. Full Force). Aus diesem Grund sind mitunter die Full-Force-Mitglieder Urheber des Liedes.
Die Erstveröffentlichung von Don’t Phunk with My Heart erfolgte als Single am 5. April 2005 durch A&M Records. Am 27. Mai 2005 erschien es als Teil des vierten Black-Eyed-Peas-Studioalbums Monkey Business.

## Musikvideo
Das dazugehörige Musikvideo entstand unter der Regie der The Malloys und zählte bis August 2023 über 145 Millionen Aufrufe auf YouTube.

## Preise
Bei den Grammy Awards 2006 gewann Don’t Phunk with My Heart in der Kategorie „Best Rap Performance by a Duo or Group“. In der Kategorie „Best Rap Song“ unterlag das Lied jedoch Diamonds from Sierra Leone von Kanye West beziehungsweise Candy Shop von 50 Cent feat. Olivia.

## Kommerzieller Erfolg

### Chartplatzierungen
| ChartsChartplatzierungen       | Höchstplatzierung | Wochen |
| ------------------------------ | ----------------- | ------ |
| Deutschland (GfK)              | 8 (12 Wo.)        | 12     |
| Österreich (Ö3)                | 5 (17 Wo.)        | 17     |
| Schweiz (IFPI)                 | 3 (23 Wo.)        | 23     |
| Vereinigte Staaten (Billboard) | 3 (26 Wo.)        | 26     |
| Vereinigtes Königreich (OCC)   | 3 (21 Wo.)        | 21     |

| ChartsJahrescharts (2005)      | Platzierung |
| ------------------------------ | ----------- |
| Deutschland (GfK)              | 79          |
| Österreich (Ö3)                | 49          |
| Schweiz (IFPI)                 | 40          |
| Vereinigte Staaten (Billboard) | 13          |
| Vereinigtes Königreich (OCC)   | 24          |

### Auszeichnungen für Musikverkäufe
| Land/Region                  | Auszeichnungen für Musikverkäufe (Land/Region, Auszeichnung, Verkäufe) | Verkäufe  |
| ---------------------------- | ---------------------------------------------------------------------- | --------- |
| Australien (ARIA)            | Platin                                                                 | 70.000    |
| Dänemark (IFPI)              | Gold                                                                   | 4.000     |
| Neuseeland (RMNZ)            | Platin                                                                 | 10.000    |
| Norwegen (IFPI)              | Gold                                                                   | 5.000     |
| Schweden (IFPI)              | Gold                                                                   | 10.000    |
| Vereinigte Staaten (RIAA)    | 2× Platin                                                              | 2.000.000 |
| Vereinigtes Königreich (BPI) | Gold                                                                   | 400.000   |
| Insgesamt                    | 4× Gold · 4× Platin ·                                                  | 2.499.000 |

Hauptartikel: The Black Eyed Peas/Auszeichnungen für Musikverkäufe